# Catherine Tharp Altvater
Catherine Tharp Altvater (1907-1984) foi uma pintora a óleo e aquarista americana. Suas aquarelas estão expostas no Museu de Arte Moderna de Nova York e em outros museus. Catherine foi a primeira mulher a ser eleita para a Sociedade Americana de Aquarela.

## Biografia
Nasceu em Little Rock, Arkansas, em 26 de julho de 1907, filha de William J. Tharp e Catherine Collins Tharp. Interessou-se pela arte desde cedo, transferindo-se para Nova York e estudando na Grande Escola Central de Artes Contemporâneas e na Liga de Arte de Long Island. Durante sua carreira artística, recebeu mais de cinquenta prêmios e teve seus trabalhos expostos em vários museus, dentre eles o Metropolitan Museum of Art e o National Arts Club. Em 1970 fundou, junto com outros artistas, os Aquarelistas do Médio-Sul, uma organização sem fins lucrativos criada para desenvolver a arte da aquarela. Catherine viveu em Nova York a maior parte de sua vida, embora tenha se mudado para Lonoke em 1969, onde morou por dez anos. Morreu em New Smyrna Beach, Flórida, em 9 de outubro de 1984.